# Peratophyga totifasciata
Peratophyga totifasciata là một loài bướm đêm trong họ Geometridae.